# مکانیک خاک

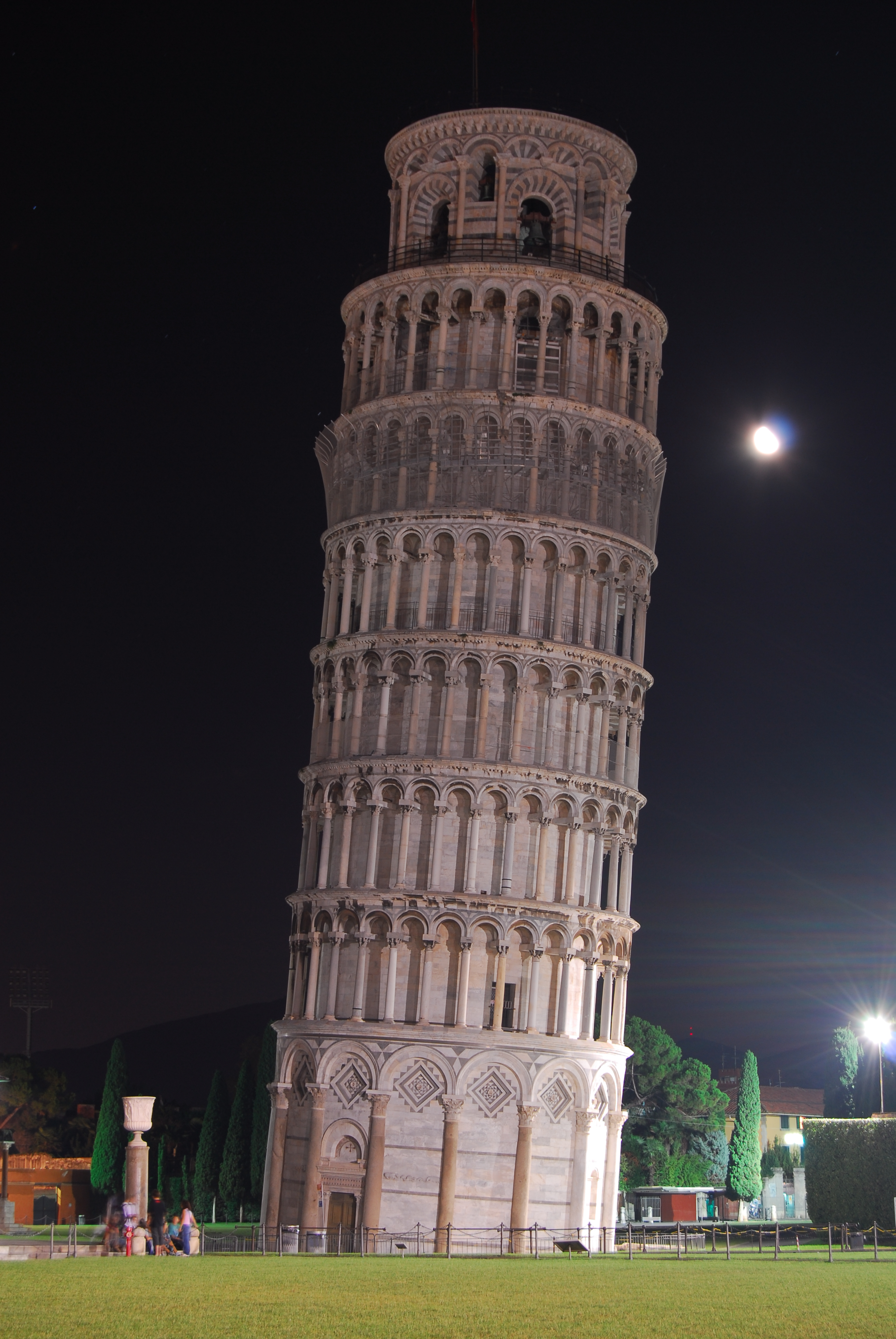
برج کج پیزا، نمونه‌ای از تغییر شکل نامطلوب خاک.

مکانیک خاک (به انگلیسی: Soil mechanics) شاخه‌ای از مهندسی است که به توضیح رفتار خاک می‌پردازد. علم مکانیک خاک متفاوت از مکانیک سیالات و مکانیک جامدات است به این دلیل که خاک محیطی است ناهمگون و متشکل از سیالات (معمولاً هوا و آب) و ذرات گوناگون (معمولاً رس، ماسه یا شن) یا گاهی مواد آلی، مایعات، گازها و ...
مکانیک خاک، مانند مکانیک سنگ، پایهٔ علمی لازم برای تحلیل و طراحی در مهندسی خاک و پی، یکی از زیرشاخه‌های مهندسی عمران، را فراهم می‌کند. مکانیک خاک برای تحلیل تغییر شکل‌ها، یا حرکت سیالات در سازه‌های طبیعی یا ساختگی (دست‌ساز بشر) که از خاک ساخته شده‌اند یا زیربنای خاکی دارند یا سازه‌هایی که در زیرخاک مدفون شده‌اند بکار می‌رود. مانند پی ساختمان‌ها و پل‌ها، دیوارهای حائل، سدها و سامانهٔ خطوط لولهٔ مدفون در زمین. اصول مکانیک خاک در دیگر رشته‌های مهندسی مانند مهندسی زمین‌شناسی، خاک، سازه‌های دریایی، کشاورزی، هیدرولوژی و رشته فیزیک خاک مورد استفاده قرار می‌گیرد.
این مقاله به توضیح ذرات تشکیل‌دهندهٔ خاک و چگونگی تشکیل آن‌ها و همچنین تفاوت بین فشار آب حفره‌ای و تنش مؤثر در اسکلت خاک، خاصیت مویینگی سیالات در فضاهای خالی (حفره‌های خاک)، دسته‌بندی انواع خاک، تراوش و نفوذپذیری خاک، تغییر حجم وابسته به زمان خاک (نشست خاک) در اثر ازدست دادن آب موجود در حفره‌های آن زیر فشار بار، که تحکیم نام دارد، مقاومت برشی و سختی خاک می‌پردازد.

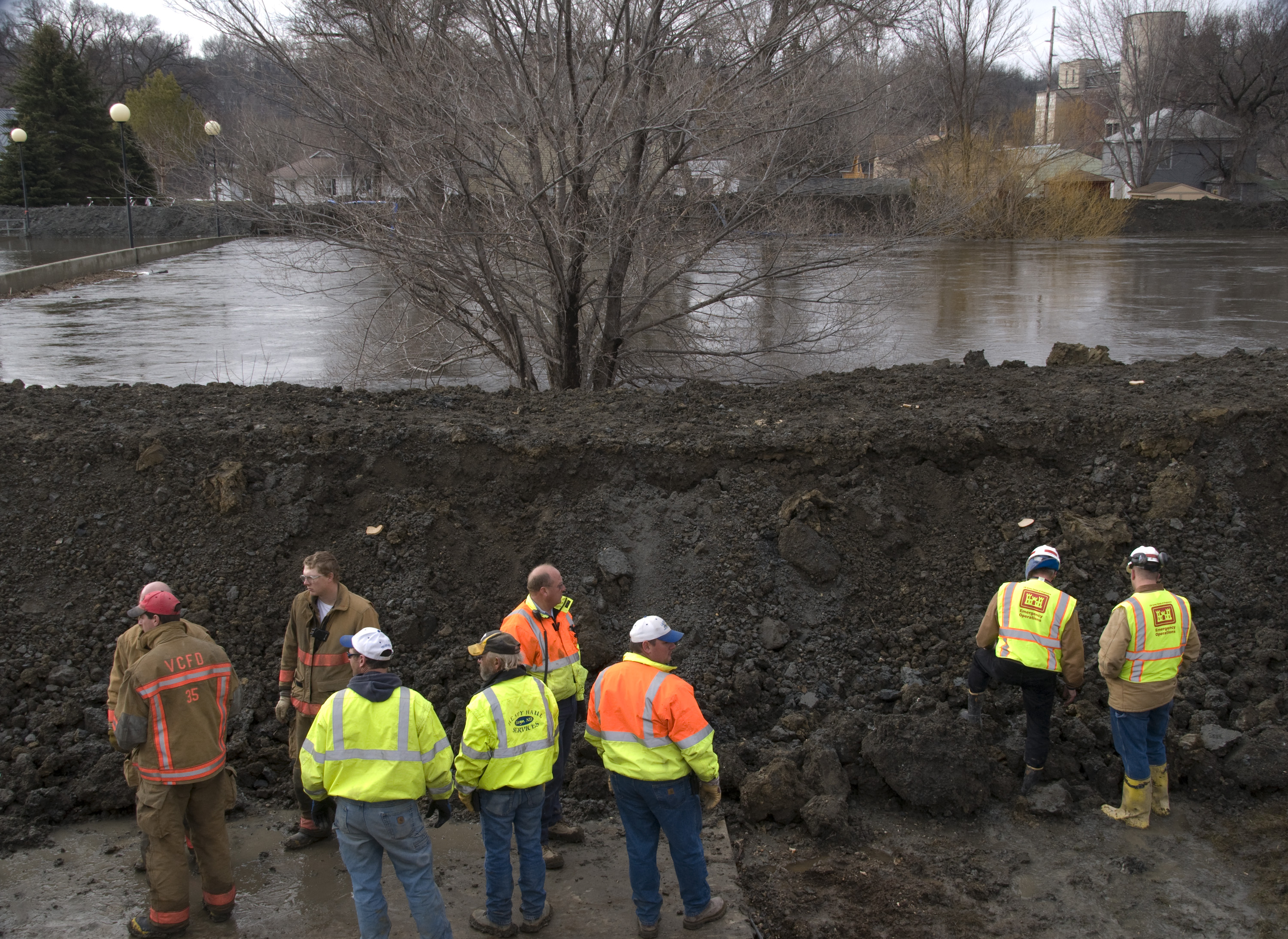
بررسی ناپایداری شیروانی برای یک خاکریز موقت کنترل آب، شمال دکوتا سال ۲۰۰۹.

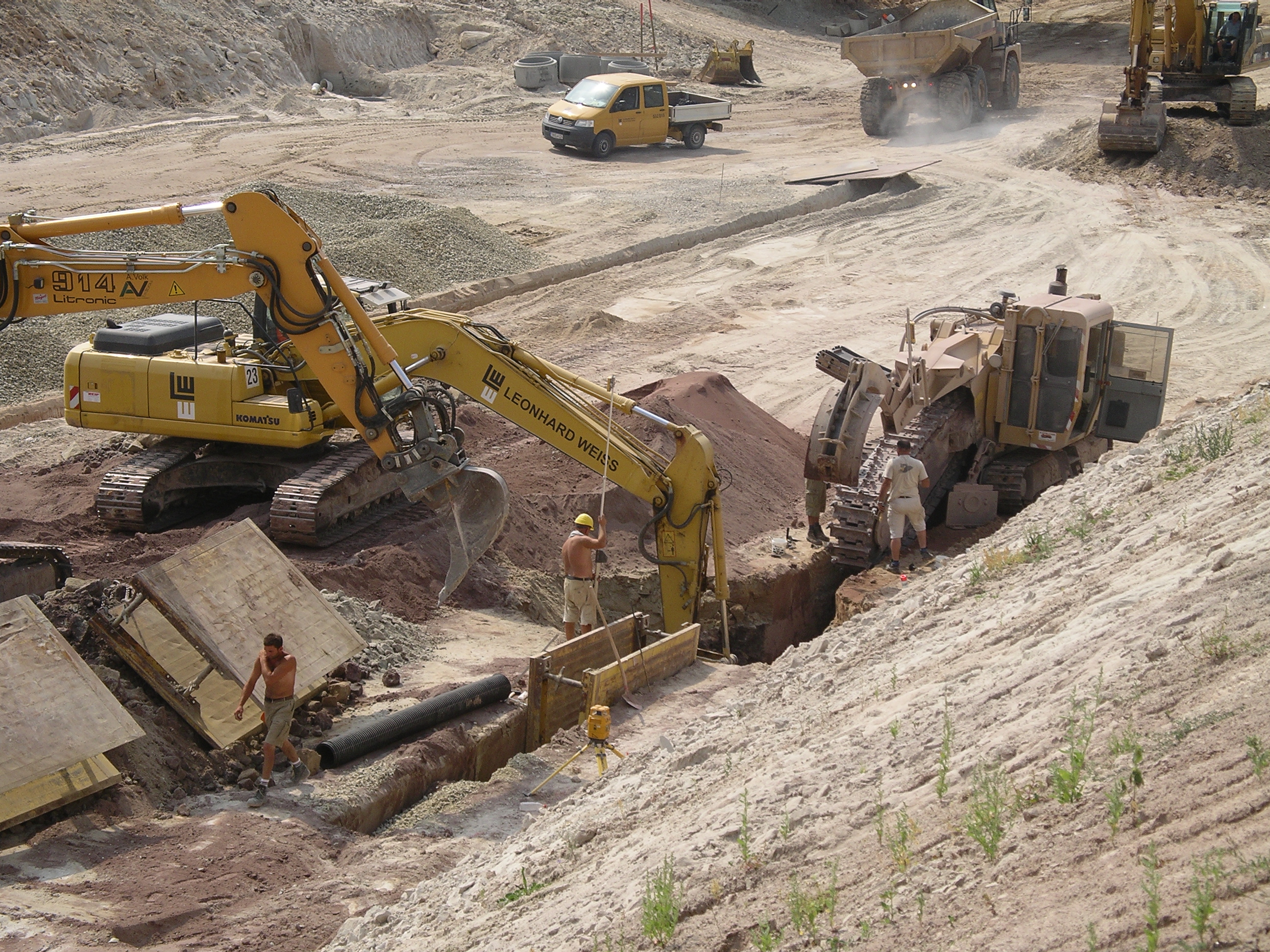
خاک‌برداری در آلمان

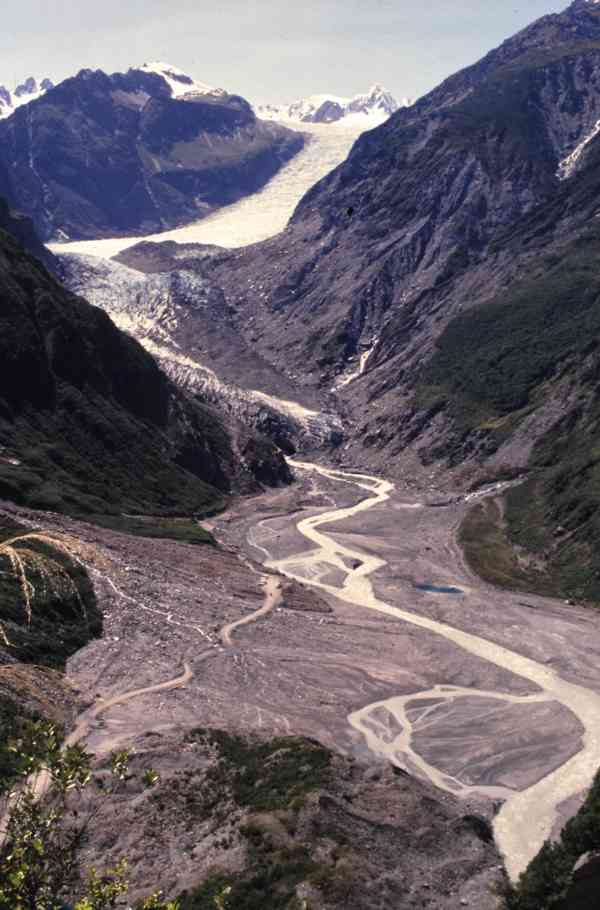
یخچال طبیعی فاکس، زلاندنو، خاک تولید شده و منتقل شده از هوازدگی و خوردگی شدید.

## ذرات تشکیل‌دهندهٔ خاک و چگونگی ایجاد آن‌ها

### تشکیل
اولین دلیل تشکیل خاک، هوازدگی سنگ است. تمام انواع سنگ‌ها (سنگ‌های دگرگون، آذرین و رسوبی) به قسمت‌های کوچکتر برای تشکیل خاک تقسیم می‌شوند. هوازدگی بر سه نوع است: هوازدگی فیزیکی، هوازدگی شیمیایی و هوازدگی زیستی. فعالیت‌های بشری مانند حفاری، انفجار (مثلاً انفجار سنگ‌ها برای ساخت تونل) و ازبین بردن مواد پسماند، نیز ممکن است باعث تولید خاک شود. با گذشت بازه‌های زمین‌شناسی خاک‌های دفن‌شده در اعماق زمین ممکن است در اثر دما و فشار بسیار بالا، به سنگ‌های دگرگون یا رسوبی تغییر پیدا کنند و اگر ذوب شوند و دوباره سخت شوند، آنگاه یک چرخه کامل زمینی را طی کرده‌اند و به سنگ آذرین تبدیل شده‌اند.
هوازدگی فیزیکی شامل مراحلی مانند: تأثیرات دما بر روی سنگ، یخ‌زدگی و ذوب شدن مجدد آب در ترک‌های سنگ، اثرات باران و باد می‌شود.
هوازدگی شیمیایی شامل تجزیهٔ مادهٔ تشکیل‌دهندهٔ سنگ و تبدیل آن به کانی (مادهٔ معدنی) دیگر می‌باشد. مثلاً معادن رس می‌توانند از هوازدگی فلدسپار که متداول‌ترین کانی در سنگ‌های آذرین است تشکیل شده باشد.
متداول‌ترین کانی تشکیل‌دهندهٔ لای و ماسه، کوارتز است که آن را سیلیس نیز می‌نامند و نام شیمیایی آن سیلیس یا اکسید سیلیسیم است.
دلیل اینکه فلدسپار بیشتر در سنگ‌ها یافت می‌شود و سیلیسیم در خاک‌ها، این است که فلدسپار حل‌شدنی‌تر از سیلیس است.
لای، ماسه و شن، در اصل تکه‌های کوچک سنگ‌های خرد شده‌اند.
براساس اتحادیهٔ دسته‌بندی انواع خاک، اندازهٔ ذرات لای بین ۰٫۰۰۲ تا ۰٫۰۷۵ میلی‌متر و بزرگی ذرات ماسه بین ۰٫۰۷۵ تا ۴٫۷۵ میلی‌متر می‌باشد.
دانه‌های شن که تکه‌های خردشده سنگ‌اند اندازه‌ای بین ۴٫۷۵ تا ۱۰۰ میلی‌متر دارند.
دانه‌های بزرگتر از شن را خرده‌سنگ و تخته‌سنگ می‌نامند.

### انتقال

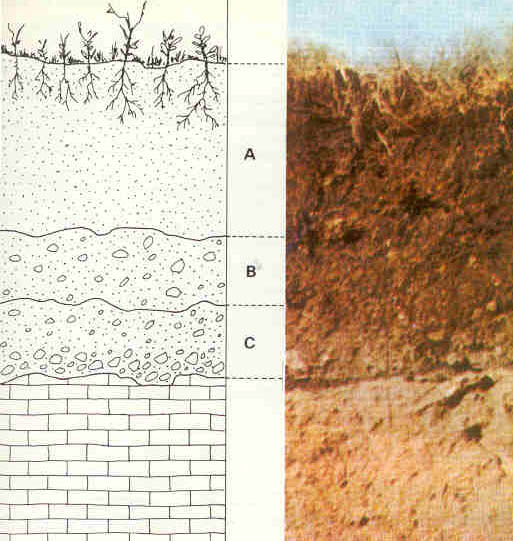
نمونه‌ای از لایه‌های مختلف تشکیل خاک، a)دانه‌های تیزگوشهٔ کوهرُفت، b)خاک‌های پسماند قدیمی، c)خاک پسماند جوان، d)سنگ‌هایی که دچار هوازدگی شده‌اند

خاک یا خرده سنگ‌هایی که در اثر عوامل مختلف در مقابل سنگ تولید شده‌اند (رسوب کرده‌اند)، تحت تأثیر فرایند انتقال قرار می‌گیرند، بخشی از آن‌ها از مقابل سنگی که از آن تشکیل شده‌اند کنار می‌روند و توسط عوامل مختلف از محل دور می‌شوند و گروهی در همان‌جا که سنگ مادر قرار داشت باقی می‌مانند. آن دسته که آنجا باقی می‌مانند را خاک پس‌مانده می‌نامند، گرانیت تجزیه شده مثال خوبی از گروه خاک‌های پس‌مانده‌است. سازوکارهایی که باعث جابجایی خاک‌های تولید شده می‌شوند عبارتند از: گرانش زمین، یخ، جریان آب و باد. وزش باد می‌تواند باعث جابجایی ریگ‌های روان و بادرُفت شود. جریان آب بسته به سرعت آن می‌تواند سنگدانه‌های با اندازه‌های مختلف را جابجا کند؛ بنابراین خاک‌های منتقل شده به وسیلهٔ آب را بر اساس اندازهٔ دانه‌های آن‌ها دسته‌بندی می‌شوند. لای و رس ممکن است در یک دریاچه ته‌نشین شوند و در مقابل شن و ماسه که درشت ترند در بستر رودخانه جمع شوند. خاک‌هایی که در اثر فرسایش بادی ایجاد شده‌اند نیز خود به خود بر اساس اندازه دانه‌ها دانه‌بندی می‌شوند.
خوردگی در بستر یخچال‌های طبیعی به اندازهٔ کافی قوی است که بتواند سنگ‌های بزرگ را به اندازهٔ خاک دچار فرسایش کند. خاک‌های جابجا شده در اثر ذوب شدن یخ، خاک‌های خوب دانه‌بندی شده هستند و بیشتر اندازه‌های دانه‌ها را در خود جای داده‌اند. گرانش نیز می‌تواند قطعه سنگ‌های بزرگ را به تکه‌های کوچک‌تر خرد کند، این قطعه سنگ‌ها با سقوط از بالای کوه‌ها به سمت زمین در سطح زمین خرد می‌شوند و آنجا تبدیل به خاک می‌شوند، به خاکی که از این طریق ایجاد می‌شود را کوهرُفت می‌نامند.
سازوکار انتقال سنگریزه‌ها بیشترین تأثیر را بر شکل دانه‌ها دارد. برای مثل دانه‌هایی که در به وسیلهٔ جریان رودخانه منتقل شده‌اند بیشتر گرد گوشه‌ اند و دانه‌هایی که در اثر عواملی مانند گرانش ایجاد شده‌اند تیز گوشه‌ اند.

## ترکیبات خاک

### کانی‌شناسی
خاک‌های لای، شن و ماسه، براساس اندازه دانه‌هایشان دسته‌بندی می‌شوند. در نتیجه ممکن است در هر دسته انواع گوناگونی از کانی‌ها وجود داشته باشد. کانی کوارتز به‌دلیل پایداری زیادی که نسبت به سایر کانی‌ها دارد متداول‌ترین کانی تشکیل دهنده ماسه و لای است. پس از آن، میکا و فلدسپار بیشتر درمیان کانی‌های لای و ماسه یافت می‌شوند. کانی‌های تشکیل‌دهنده شن، معمولاً شبیه کانی‌های تشکیل‌دهنده سنگ مادر (سنگی که دچار فرسایش شده) است.

رس بیشتر از کانی‌های مونتموریونیت یا اسمکتیت، ایلیت و کائولینیت یا کائولین تشکیل‌شده‌است. این کانی‌ها تمایل به تشکیل صفحات و لایه‌هایی در بین خود دارند این صفحه‌ها طولی حدود ۷-۱۰ متر تا ۶-۱۰ × ۴ متر و ضخامتی حدود ۹-۱۰ متر تا ۶-۱۰ × ۲ متر دارند و این لایه‌ها سطح مخصوص نسبتاً بزرگی دارند. سطح مخصوص (SSA) برابر است با نسبت مساحت دانه به جرم آن. کانی‌های رسی معمولاً سطح مخصوصی بین ۱۰ تا ۱۰۰۰ مترمربع بر گرم دارند. به دلیل اینکه این سطح مخصوص بزرگ‌دانه‌های رسی بر خواص شیمیایی، الکتروستاتیکی و واکنش‌های واندروالس آن‌ها تأثیر می‌گذارد، رفتار مکانیکی دانه‌های رسی به میزان آب موجود در حفرات خالی خاک و یون‌های موجود در آب حفره‌ای بسیار حساس است.
کانی‌های خاک از اتم‌های اکسیژن، سیلیسیم، هیدروژن و آلومینیوم به شکل‌های مختلف کریستالی تشکیل شده‌اند. این عناصر به همراه کلسیم، سدیم، پتاسیم، منیزیم و کربن حدود ۹۹٪ دانه‌های جامد خاک را تشکیل می‌دهند.

### توزیع بزرگی دانه‌ها
خاک از مخلوطی از ذرات با اندازه‌ها، شکل‌ها و کانی‌های مختلف تشکیل شده‌است. از آنجایی که اندازه دانه‌های خاک آشکارا بر رفتار خاک تأثیر می‌گذارد از اندازه دانه‌ها و نحوه توزیع اندازه‌های مختلف دانه‌های خاک در دسته‌بندی انواع خاک استفاده می‌شود. توزیع اندازه دانه‌ها نسبت حضور دانه‌ها با اندازه‌های مختلف در خاک را نشان می‌دهد و اندازه دانه‌ها معمولاً در نموداری تجمعی نمایش داده می‌شود مثلاً درصد دانه‌های کوچکتر از یک اندازه مشخص را بدست می‌دهد. بزرگی دانه D۵۰ به معنی اندازه‌ای است یا بزرگی دانه‌ای است که ۵۰٪ دانه‌های نمونه خاک از آن کوچکتر است. رفتار خاک به‌خصوص میزان توانایی خاک در هدایت آب از اندازه دانه‌ها به ویژه دانه‌های کوچکتر تأثیر می‌گیرد به همین دلیل عنوان اندازه مؤثر به D۱۰، اندازه‌ای که ۱۰٪ دانه‌های خاک از آن کوچکترند، داده شده‌است.
خاکی که دارای محدودهٔ دانه‌بندی وسیع با توزیع ملایم است، خاک خوب دانه‌بندی شده می‌نامند. اگر عمدهٔ دانه‌های نمونهٔ خاک، محدودهٔ باریکی از اندازه‌ها باشند آن خاک را یکنواخت دانه‌بندی شده می‌نامیم. اگر در منحنی دانه‌بندی خاک فاصله‌های خالی (دارای گسستگی) بود مثلاً اگر در یک نمونه خاک مخلوطی از دانه‌های شن (دانه‌های درشت) و دانه‌های بسیار ریز باشد در این حالت یک فضای خالی یا گسستگی در منحی خاک وجود خواهد داشت زیرا که یک سری از اندازه دانه‌ها در منحنی دانه‌بندی وجود نخواهند داشت. این نوع خاک و خاک با دانه‌بندی یکنواخت هر دو را خاک‌های بد دانه‌بندی شده می‌نامیم. روش‌هایی برای اندازه‌گیری توزیع اندازه دانه‌ها در خاک وجود دارد، در روش سنتی که در مهندسی خاک از آن‌ها استفاده می‌شود استفاده از الک و آزمایش آب‌سنجی است.

### آزمایش الک

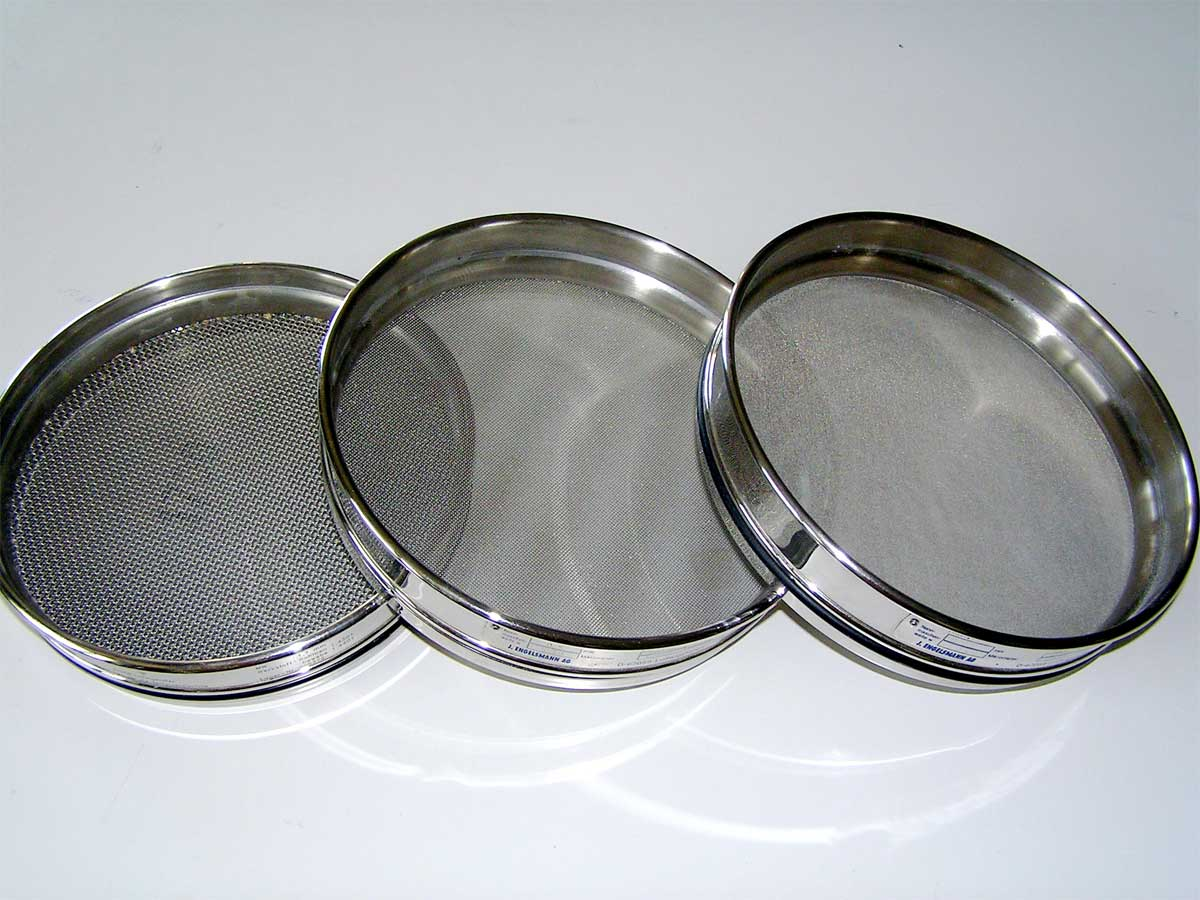
الک‌های مورد استفاده در آزمایش دانه‌بندی خاک

معمول است که برای بدست آوردن توزیع اندازه دانه‌های شن و ماسه از آزمایش الک استفاده شود. روند این کار در ASTM C 136 توضیح داده شده‌است. برای این کار از دسته‌ای از الک‌ها که سوراخ‌های کف آن‌ها دارای اندازه دقیق و مشخص است و این شبکه بندی کف الک به کمک سیم صورت گرفته‌است استفاده می‌شود. به این ترتیب که مجموعه الک‌ها را بر روی هم قرار می‌دهند، الک با سوراخ‌های بزرگتر در بالا و الک‌های ریزتر را در پایین قرار می‌دهند پس از آن خاک خشک که تمام کلوخه‌های آن شکسته شده و تنها دانه‌های خاک در آن حضور دارد را بر روی الگ بالایی می‌ریزند و الک را برای مدت معلومی (استاندارد) تکان می‌دهند تا دانه‌های خاک از آن عبور کند واضح است که دانه‌های با اندازه کوچکتر از سوراخ‌های الک عبور می‌کنند و دانه‌های بزرگتر بر روی سیم‌های الک باقی می‌مانند. این روش برای دانه‌های درشت‌تر خاک منطقی است ولی برای دانه‌های کوچکتر از یک حدی مناسب نیست زیرا دانه‌های بسیار ریز خاک به یکدیگر می‌چسبند و در نتیجه روش الک دیگر جواب‌های مناسبی نخواهد داشت. اگر میزان دانه‌های ریز خاک زیاد باشد ممکن است مجبور شویم اول از روی خاک و دانه‌های خشن آن آب عبور دهیم و پس از شسته شدن ذرات بزرگتر و از بین رفتن کلوخه‌ها، شروع به الک کردن کنیم.
مجموعه‌ای از الک‌های با اندازه‌های مختلف در دسترس است. مرز میان ماسه و لای به دلخواه انتخاب می‌شود. مطابق سامانه اتحادیه دسته‌بندی خاک برای جداکردن ماسه از شن از الک شماره ۴# (۴ سوراخ در طول ۱ اینچ) استفاده می‌شود اندازه سوراخ‌های این الک ۴٫۷۵ میلی‌متر می‌باشد و برای جدا کردن ماسه از لای و رس از الک شماره ۲۰۰# که اندازه سوراخ‌های آن ۰٫۰۷۵ میلی‌متر است استفاده می‌شود. مطابق استاندارد انگلیسی ۰٫۰۶۳ میلی‌متر مرز میان ماسه و لای و ۲ میلی‌متر مرز میان ماسه وشن است.

### آزمایش آب‌سنجی
برای دسته‌بندی خاک‌های ریزدانه، دانه‌های ریزتر از ماسه، از حدود اتربرگ آن‌ها استفاده می‌شود و نه از اندازه دانه‌ها. اما اگر برایمان مهم باشد که اندازه دانه‌ها و توزیع آن‌ها را نیز بدانیم آزمایش هیدرومتری روش کارآمدی برای این منظور است. به این ترتیب که مخلوطی از دانه‌های خاک را در آب می‌ریزیم و مخلوط رقیق آب با دانه‌های معلق خاک را در یک شیشه استوانه‌ای می‌ریزیم و استوانه آب را برای مدت طولانی رها می‌کنیم تا دانه‌های معلق خاک دیگر در آب حرکت نکنند. در این حالت از یک آب‌سنج برای اندازه‌گیری چگالی دانه‌های معلق به عنوان تابعی از زمان استفاده می‌شود. برای دانه‌های رس ممکن است چند ساعت طول بکشد تا در آب آرام شوند و برای دانه‌های ماسه چند ثانیه کافی باشد. مباحث تئوری این موضوع و رابطه میان سرعت ته‌نشینی ذرات و اندازه آن‌ها در قانون استوکس بیان شده‌است. جزئیات آزمایش آب‌سنجی در ASTM گفته شده‌است.
برخی ذرات رس ممکن است هرگز در آب آرامش نیابند، این رویداد به دلیل حضور حرکت‌های برانی در آب است. این دسته از دانه‌های خاک در گروه کلوئیدها قرار می‌گیرند.

### روابط میان جرم و حجم

نمایش جرم و حجم در فازهای مختلف خاک، شامل دانه‌های جامد، آب و فضای خالی.

برای توضیح روابط میان هوا، آب و دانه‌های جامد خاک روابط زیادی وجود دارد. در این بخش به توضیح برخی از این روابط می‌پردازیم.
{\displaystyle V_{a}}،{\displaystyle V_{w}} و {\displaystyle V_{s}} به ترتیب بیانگر حجم آب، هوا و دانه‌های جامد در مخلوط خاک‌اند.
{\displaystyle W_{a}}،{\displaystyle W_{w}} و {\displaystyle W_{s}} به ترتیب بیانگر وزن آب، هوا و دانه‌های جامد در مخلوط خاک‌اند.
{\displaystyle M_{a}}،{\displaystyle M_{w}} و {\displaystyle Ms} به ترتیب بیانگر جرم آب، هوا و دانه‌های جامد در مخلوط خاک‌اند.
{\displaystyle \rho _{a}}،{\displaystyle \rho _{w}} و {\displaystyle \rho _{s}} به ترتیب بیانگر چگالی آب، هوا و دانه‌های جامد در مخلوط خاک‌اند.
یادآوری می‌شود که چگالی نسبی برابر است با نسبت چگالی یک ماده به چگالی آب خالص {\displaystyle \rho _{w}=1g/cm^{3}}.
چگالی نسبی عبارت است از: {\displaystyle G_{s}={\frac {\rho _{s}}{\rho _{w}}}}
تذکر: وزن مخصوص یا وزن واحد حجم که با نماد {\displaystyle \gamma } نمایش داده می‌شود، از ضرب چگالی {\displaystyle \rho } در شتاب جاذبه زمین {\displaystyle g} بدست می‌آید.
چگالی، چگالی توده و چگالی مرطوب {\displaystyle \rho }، نام‌های مختلف چگالی مجموعه (مخلوط) فازهای مختلف خاک شامل دانه‌های جامد، آب و هوا با هم است، جرم کل شامل جرم دانه‌های جامد و آب تقسیم بر حجم کل شامل حجم دانه‌های جامد، آب و هوا (جرم هوا صفر در نظر گرفته شد)
{\displaystyle \rho ={\frac {M_{s}+M_{w}}{V_{s}+V_{w}+V_{a}}}={\frac {M_{t}}{V_{t}}}}
چگالی خشک، {\displaystyle \rho _{d}}، برابر است با جرم بخش جامد خاک بر مجموع حجم بخش جامد و هوا.
{\displaystyle \rho _{d}={\frac {M_{s}}{V_{s}+V_{w}+V_{a}}}={\frac {M_{s}}{V_{t}}}}
چگالی شناور، {\displaystyle \rho '}، از کم کردن چگالی آب از چگالی مخلوط خاک بدست می‌آید.
{\displaystyle \rho '=\rho \ -\rho _{w}}
{\displaystyle \rho _{w}}، چگالی آب است.
درصد رطوبت، {\displaystyle w}، برابر است با نسبت جرم آب به جرم بخش جامد. به راحتی با وزن کردن نمونه خاک قبل و بعد از قرار دادن آن در کوره، دو وزن خشک و مرطوب خاک بدست می‌آید. روند این کار به خوبی در ASTM توضیح داده شده‌است.
{\displaystyle w={\frac {M_{w}}{M_{s}}}={\frac {W_{w}}{W_{s}}}}
نسبت خلاء، {\displaystyle e}، برابر است با حجم فضای خالی خاک به حجم دانه‌های جامد آن.
{\displaystyle e={\frac {V_{V}}{V_{S}}}={\frac {V_{V}}{V_{T}-V_{V}}}={\frac {n}{1-n}}}
پوکی، {\displaystyle n}، برابر است با نسبت حجم فضای خالی خاک به حجم کل.
{\displaystyle n={\frac {V_{v}}{V_{t}}}={\frac {V_{v}}{V_{s}+V_{v}}}={\frac {e}{1+e}}}
درجهٔ اشباع، {\displaystyle S} برابر است با نسبت حجم آب به فضای خالی خاک.
{\displaystyle S={\frac {V_{w}}{V_{v}}}}
با توجه به تعریف‌های بالا، برخی روابط پرکاربرد که از طریق عملگرهای جبری بدست می‌آیند عبارتند از:
{\displaystyle \rho ={\frac {(G_{s}+Se)\rho _{w}}{1+e}}}
{\displaystyle \rho ={\frac {(1+w)G_{s}\rho _{w}}{1+e}}}
{\displaystyle w={\frac {Se}{G_{s}}}}

## تنش مؤثر و فشار آب حفره‌ای در صورت بی‌حرکت بودن آب

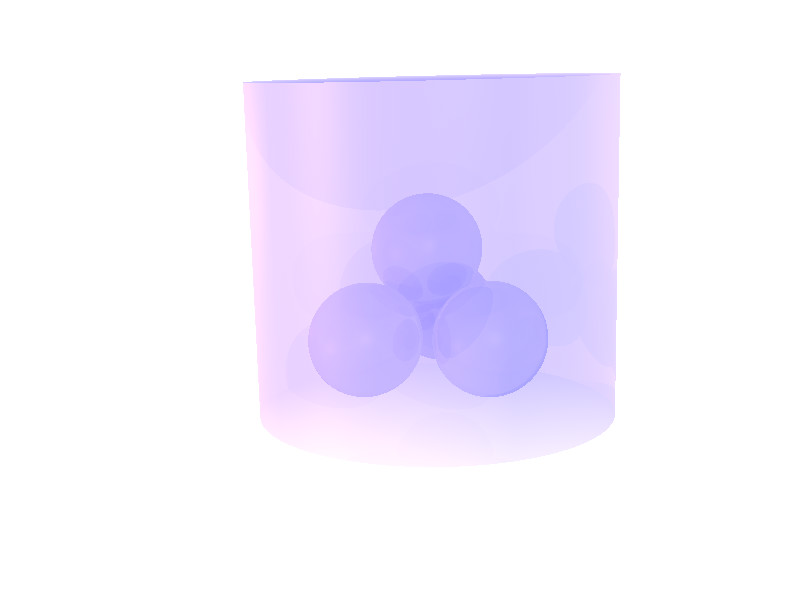

برای فهم مکانیک خاک، لازم است تا بفهمیم تنش و برش بین فازهای مختلف خاک چگونه عمل می‌کنند. گاز و مایع، هیچ‌کدام در مقابل برش از خود مقاومت نشان نمی‌دهند. مقاومت برشی خاک تنها از اصطکاک و چسبندگی بین دانه‌های جامد آن بدست می‌آید. اصطکاک به تنش‌های تماسی میان دانه‌های خاک بستگی دارد. تنش عمودی از طرف دیگر بین بخش مایع و جامد خاک تقسیم می‌شود. حفره‌های هوا در خاک نسبتاً قابل فشرده شدن‌اند، بنابراین سهم کمی از تنش را تحمل می‌کنند و اگر این حفره‌ها از آب پر باشند از آنجایی که در مسائل مهندسی فرض این است که آب غیرقابل فشرده شدن است، بنابراین باید برای تحمل فشار، آب از حفره‌های خاک، خارج شود در نتیجه دانه‌های خاک به یکدیگر نزدیک‌تر می‌شوند.
قانون تنش مؤثر که اولین بار به وسیلهٔ کارل ترزاقی معرفی شد بیان می‌دارد که تنش مؤثر σ' یا متوسط تنش میان دانه‌های جامد خاک را می‌توان به وسیلهٔ کم کردن فشار آب حفره‌ای از تنش کل بدست آورد:
{\displaystyle \sigma '=\sigma -u\,}
که σ تنش کل و u، فشار آب حفره‌ای است. بدست آوردن σ' منطقی به نظر نمی‌رسد.
تذکر: تفاوت میان فشار و تنش در اینجا مهم است. فشار در تمام جهت‌ها وارد می‌شود در حالی که تنش در یک نقطه در جهت‌های مختلف می‌تواند مقادیر مختلف داشته باشد. در مکانیک خاک، تنش (مکانیک) فشاری و فشار را مثبت و تنش کششی را منفی در نظر می‌گیریم؛ که این قرار داد با قراردادهای موجود در مکانیک جامدات دربارهٔ علامت‌های تنش متفاوت است.

### تنش کل
تنش کل در یک نقطه در زیر سطح زمین که با نماد {\displaystyle \sigma _{v}} نشان داده می‌شود، به‌طور متوسط برابر است با وزن هرآنچه بالای آن است در یکای سطح. برای مثال تنش عمودی در زیر سطح یک لایه یکنواخت با چگالی {\displaystyle \rho } و ضخامت {\displaystyle H} برابر است با:
{\displaystyle \sigma _{v}=\rho gH=\gamma H}
که {\displaystyle g} شتاب جاذبه زمین و {\displaystyle \gamma } یکای وزن لایه بالایی است. اگر چند لایه از خاک یا آب روی نقطه مورد نظر وجود داشته باشد، تنش عمودی برابر است با مجموع حاصل ضرب‌های ضخامت هر لایه در یکای وزن آن. تنش کل با افزایش عمق و چگالی لایه‌های خاک افزایش می‌یابد.
تنش افقی را نمی‌توان به این روش محاسبه کرد.

### فشار آب حفره‌ای

#### حالت ایستایی آب

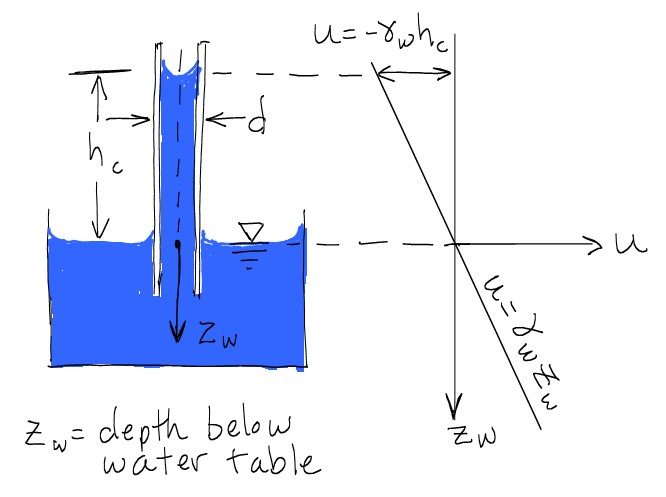
آب در اثر نیروی کشش سطحی از لولهٔ مویین بالا رفته‌است. فشار آب، u، در بالای سطح آزاد آب (داخل لوله) منفی و در زیر آن مثبت است.

آب حفره‌ای موجود در خاک یعنی آب موجود در فضاهای خالی خاک که اگر در آن جریانی وجود نداشته باشد در این حالت فشار آب در حالت سکون یا هیدروستاتیک مورد بحث است.
منظور از سطح آزاد آب یعنی سطحی که فشار در آن نقطه برابر با فشار هوای بیرون (محیط) است که معمولاً فشار سطح آب را قراردادی صفر در نظر می‌گیرند. در شرایط ایستایی (استاتیک)، فشار آب به صورت خطی وابسته به عمق است و با افزایش عمق فشار آب افزایش می‌یابد:
{\displaystyle u=\rho _{w}gz_{w}}
که {\displaystyle \rho _{w}} چگالی آب و {\displaystyle z_{w}} عمق آب از سطح آزاد است.
عمق آب را با h هم نشان می‌دهند و رابطه فوق را به صورت زیر هم می نویسند :
{\displaystyle u=\gamma _{w}h_{w}}

#### پدیدهٔ مویینگی در خاک

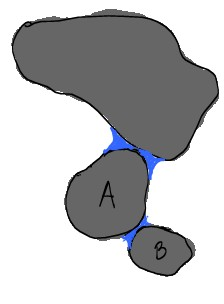
آب در محل تماس دانه‌های جامد خاک

اگر یک لولهٔ مویینه را در ظرف آب قرار دهیم، در اثر وجود نیروی کشش سطحی، سطح آب در داخل لولهٔ مویینه بالاتر از سطح آزاد قرار می‌گیرد؛ به همین ترتیب آبی که در خاک وجود دارد در فضای حفره‌های خاک نفوذ می‌کند و از سطح آزاد آب بالاتر می‌رود. در واقع، ممکن است خاکی که در فاصله‌ای بالاتر از سطح آب زیرزمینی قرار دارد در اثر همین پدیده، به صورت موضعی اشباع شود. هرچه در ارتفاع خاک بالاتر رویم از میزان رطوبت خاک کاسته می‌شود. اگر آبی که در فضاهای مویینهٔ خاک وجود دارد حرکت نکند از قانون فشار آب در حالت ایستایی، {\displaystyle u=\rho _{w}gz_{w}} پیروی می‌کند؛ البته باید توجه داشت که {\displaystyle z_{w}} در فاصله‌های بالای سطح آزاد آب منفی در نظر گرفته می‌شود؛ بنابراین فشار ایستایی آب در بالای سطح آزاد آن منفی است. ضخامت ناحیه‌ای که در اثر مویینگی اشباع شده بسته به اندازهٔ فضاهای خالی موجود در خاک دارد (اندازهٔ حفره‌های موجود درخاک) اما معمولاً ضخامت این ناحیه حدود چند سانتی‌متر برای ماسه و چند ده متر برای لای و رس است.

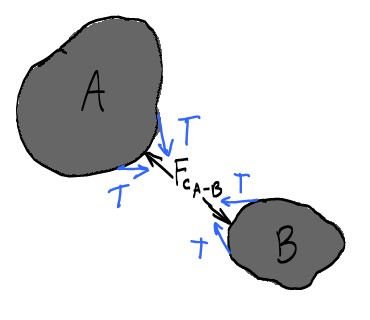
نیروی میان‌دانه‌ای ناشی از کشش سطحی. علت

 اینکه چرا آب از یک کاخ ماسه‌ای خیس یا یک توپ رسی مرطوب خارج نمی‌شود را باید در کشش سطحی آب جستجو کرد. فشار منفی آب باعث می‌شود تا آب به دانه‌های خاک بچسبد و دانه‌ها را به سمت یکدیگر هل دهد؛ اصطکاک میان دانه‌های جامد باعث می‌شود تا یک کاخ ماسه‌ای پایدار باشد؛ حال در صورتی که این کاخ مرطوب به زیر سطح آب برده شود فشار منفی آب از بین می‌رود و کاخ فرو می‌ریزد. در رابطهٔ تنش مؤثر، {\displaystyle \sigma '=\sigma -u} اگر فشار آب منفی باشد، تنش مؤثر بزرگتر از صفر می‌شود حتی روی یک سطح آزاد (سطحی که تنش عمودی کل روی آن صفر است). فشار حفره‌ای منفی دانه‌های خاک را به سمت هم هول می‌دهد و میان دانه‌ها نیروی فشاری (دانه به دانه) ایجاد می‌کند.
فشار حفره‌ای منفی در خاک رسی بسیار قوی‌تر از فشار حفره‌ای در ماسه‌است. کاهش حجم خاک پس از ازدست دادن آب یا تورم خاک پس از بدست آوردن خاک همگی ناشی از وجود فشار آب حفره‌ای در خاک است. این جمع شدگی و تورم خاک می‌تواند آسیب‌های جدی به سازه به ویژه سازه‌های سبک و راه‌ها وارد کند.

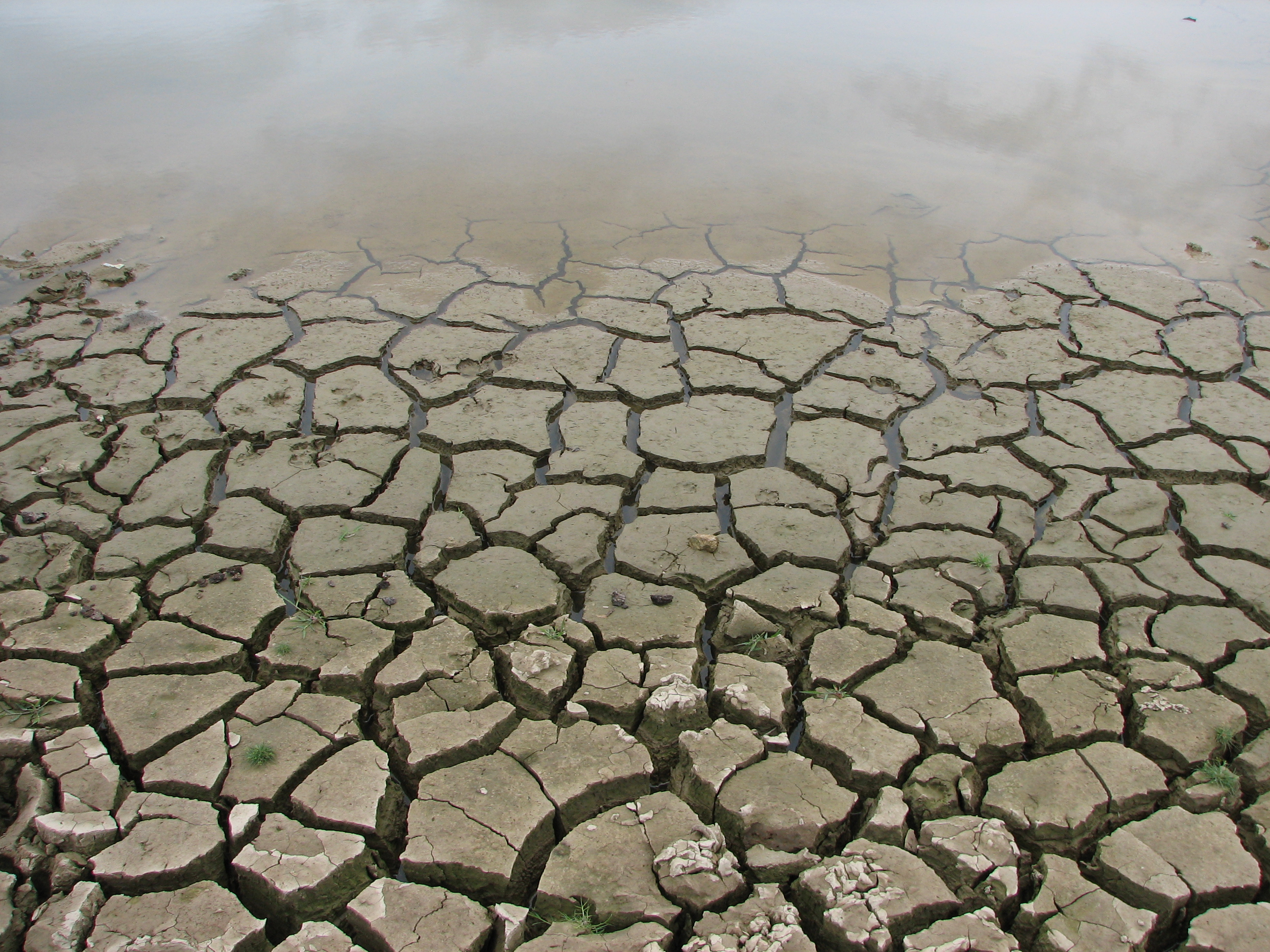
جمع شدگی خاک در اثر ازدست دادن آب

## دسته‌بندی خاک
مهندسان راه و ساختمان براساس آزمایش‌های کاربری که بر روی نمونه‌های به هم ریختهٔ خاک (خشک شده، الک شده یا قالب بندی شده) انجام داده‌اند دانه‌های خاک را دسته‌بندی کرده‌اند. این دسته‌بندی، تنها اطلاعاتی در مورد خود دانه‌های خاک می‌دهد و در مورد ساختار خاک یا باربری فشاری آن یا اندازهٔ فضاهای خالی میان دانه‌ها یا توزیع رطوبت درون خاک به ما آگاهی نمی‌دهد.

### دسته‌بندی دانه‌های خاک
در آمریکا و دیگر کشورها، برای دسته‌بندی خاک معمولاً از سامانهٔ متحد دسته‌بندی خاک استفاده می‌شود. دیگر دسته‌بندی‌ها عبارتند از استاندارد بریتانیا (BS۵۳۹۰) و سامانهٔ دسته‌بندی خاک آشتو. یادآوری می‌شود که آشتو بیش‌تر در راه‌سازی کاربرد دارد.

### دسته‌بندی ماسه و شن
در سیستم طبقه‌بندی متحد خاک، شن (با نماد G) و ماسه (با نماد S) براساس اندازهٔ دانه‌ها و توزیع دانه‌بندی دسته‌بندی می‌شوند. در USCS شن به زیرشاخه‌های شن خوب دانه‌بندی شده (با نماد GW)، شن بد دانه‌بندی شده (با نماد GP)، شن با مقدار زیادی لای (با نماد GM)، شن با مقدار زیادی رس (با نماد GC)، تقسیم می‌شود. این دسته‌بندی برای ماسه نیز دقیقاً به همین ترتیب است و ماسه به دسته‌های SM، SP، SW و SC تقسیم می‌شود. ماسه‌ها و شن‌هایی که در آن‌ها مقداری کمی دانه‌های ریز وجود داشته‌باشد و این مقدار قابل صرف‌نظر کردن نباشد در زیرشاخه‌های میانی مانند SW-SC قرار می‌گیرند.

### حدود اتربرگ
لای و رس، که اغلب با عنوان خاک ریزدانه از آن‌ها یاد می‌شود، بر اساس حدود اتربرگشان دسته‌بندی می‌شوند؛ حدود اتربرگ عبارتند از حد روانی (با نماد LL یا {\displaystyle w_{l}})، حد خمیری (با نماد PL یا {\displaystyle w_{p}}) و حد جمع شدگی (با نماد SL) که حد روانی از سایرین پرکاربردتر است. حد جمع شدگی برابر است با میزان آبی که خاک می‌تواند ازدست دهد ولی دچار جمع شدگی یا کاهش حجم نشده باشد. (کاهش حجمی که در حالت خشکی دچارش می‌شود). نتایج مندرج در برگه‌های آزمایشگاهی مکانیک خاک و ژیوتکنیک برای تصمیم‌گیری در ادامه یا تعویض روش‌های فنی-مهندسی :بسترهای سازه‌های خاکی -ابی وراه و ساختمان بسیار مهم هستند. به عنوان یک مورد کاربردی و مهم:خاک‌های چسبنده مثل :رس را در نظر بگیرید.
وقتی در تماس با اب مرطوب می‌شوند-اگر این تماس قطع یا کاهش یابد:
۱-بتدریج رطوبت خود را از دست داده و خشک می‌شوند.
۲-با ماندن مقداری رطوبت :حالت خمیری و نیمه خمیری پیدا می‌کنند. «با سنجش میزان این رطوبتها و اندازه‌گیری آن‌ها در آزمایشگاه‌های مکانیک خاک ویا ژیو تکنیک:مرز این حالات را مشخص می‌کنند.».
این کار و روشی بود که اولین بار توسط :دانشمند سویدی :A.Atterberg در ۱۹۱۲ ارائه شد. بعدها به عنوان یکی از شاخص‌های مهندسی خاک در رشته‌های مهندسی عمران برای طبقه‌بندی خاک‌ها مورد استفاده و استناد قرار گرفت. همان‌طور که اشاره شد:از شاخص‌های آزمایشگاهی اتر برگ در حد فاصل حالات: سیال گونگی خاک (غرقابی)-خمیری-نیمه خمیری-جامد: اصطلاحات کاربردی مهندسی عمران و خاک وپی «تعریف و توجیه» می‌شوند. حد روانی (به انگلیسی:Liquid Limit=L.L). حد خمیری (به انگلیسی:Plastic Limit=P.L). ایندکس یا شاخص نیمه خمیری خاک :در مهندسی موسوم به:پی. ای. خاک(pLASTISTY-INDEX=P.I).
حد روانی در آزمایشگاه بر اساس استاندارد:ASTM-D4318 :میزان رطوبتی است که بازای ان شیار۱۲ میلی‌متر عمق ایجاد شده در ۲۵ ضربه چکش کوچک آزمایشگاهی بسته شود. وحد خمیری میزان رطوبتی است که در آزمایشگاه اگر فتیله‌ای به قطر ۳ میلی‌متر با روش غلتانیدن ساخته و تابیده شود خرد گردد. نشان خمیری از رابطه:P.I=L.L-P.L بدست می‌آید. این شاخص‌ها در کاهش هزینه‌های پروژه‌ها و عملکرد صحیح کار وبهره‌برداری مهم هستند.

### دسته‌بندی لای و رس
طبق سامانهٔ متحد دسته‌بندی خاک (USCS)، لای و رس، بر اساس ترسیم مقدار نشانهٔ خمیری و حد روانی خاک بر روی جدول حالت خمیری (صفحهٔ شطرنجی) در دسته‌های مختلف قرار می‌گیرند. خط A بر روی این جدول رس (با نماد C در USCS) را از لای (با نماد M) جدا می‌کند. LL=٪۵۰ خاک با خمیری بالا (با نماد H) را از خاک با خمیری کم (با نماد L) جدا می‌کند. خاکی که ویژگی‌هایش آن را در بالای خط A قرار دهد و LL>٪۵۰ داشته باشد، مثلاً، در دستهٔ CH قرار می‌گیرد. سایر دسته‌های موجود برای لای و رس عبارتند از: ML و CL و MH. اگر حدود اتربرگ در ناحیهٔ سایه‌خورده قرار گیرند، در آن حالت خاک در دسته‌های دوگانهٔ CL-ML جای می‌گیرد.

### نشانه‌هایی که به مقاومت خاک مربوط است

#### نشانهٔ روانی
اثر مقدار آب بر مقاومت خاک اشباع، را می‌توان بوسیلهٔ نشانهٔ روانی LI به صورت عددی (به صورت کمّی) نمایش داد:
{\displaystyle LI={\frac {w-PL}{LL-PL}}}
وقتی LI برابر ۱ است، یعنی خاک در حد روانی خود قرار دارد و مقاومت برشی زه‌کشی نشده‌ای برابر با ۲kPa دارد. وقتی خاک در حد خمیری قرار دارد، LI صفر است و مقاومت برشی زه‌کشی نشدهٔ آن برابر با ۲۰۰kPa است.

#### چگالی نسبی
چگالی ماسه معمولاً به صورت نسبی و با نماد {\displaystyle D_{r}} نوشته می‌شود:
{\displaystyle D_{r}={\frac {e_{max}-e}{e_{max}-e_{min}}}100\%}
{\displaystyle e_{max}}، بیشترین مقدار نسبت خلاء است که مطابق است با شل‌ترین حالت خاک طبق معیار ASTM. {\displaystyle e_{min}}، کم‌ترین مقدار نسبت خلاء است که مطابق است با متراکم‌ترین حالت خاک طبق معیار ASTM. بنابراین اگر Dr=٪۱۰۰ باشد، ماسه یا شن بسیار متراکم و اگر Dr=٪۰ باشد، خاک بسیار شل و ناپایدار خواهد بود.

## تراوش: حالت پایدار جریان آب

مقطع عرضی یک سفره آب زیرزمینی، سطح آب با سطح لایه‌های خاک تغییر می‌کند. همچنین یک آب انباشته‌شده نمایش داده شده‌است.

اگر فشار سیال موجود در خاک، به صورت یکنواخت طبق رابطهٔ {\displaystyle u=\rho _{w}gz_{w}} با افزایش عمق، افزایش یابد، نشان می‌دهد که شرایط ایستایی آب برقرار است و آب (سیال) درون خاک جریان ندارد. یادآوری می‌شود که {\displaystyle z_{w}} عمقی در زیر سطح آب است. اگر سطح آب شیب‌دار باشد یا در جایی درون خاک آبی انباشته شده باشد، همان گونه که در نگارهٔ مقابل نمایش داده شده‌است، در این هنگام ممکن است تراوش اتفاق افتد. در تراوش در حالت پایدار، نرخ تراوش، با گذر زمان تغییر نمی‌کند. اگر بلندی سطح آزاد آب با گذر زمان عوض شود، یا خاک در میانهٔ روند تحکیم باشد، دیگر شرایط حالت پایدار برقرار نخواهد بود.

### قانون دارسی

نمودار نمایش‌دهندهٔ تعریف‌ها و جهت‌ها برای قانون دارسی.

قانون دارسی بیان می‌دارد که حجم جریان آب حفره‌ای از میان متوسط حفره‌های خاک در یکای زمان، متناسب است با نرخ تغییر فشار آب (مایع) اضافی با فاصله. ضریب ثابت این تناسب، لزجت مایع و نفوذپذیری ذاتی خاک را نیز دربر می‌گیرد. در حالت ساده شدهٔ یک لولهٔ افقی پرشده از خاک، خواهیم داشت:
{\displaystyle Q={\frac {-KA}{\mu }}{\frac {(u_{b}-u_{a})}{L}}}
خروجی کل {\displaystyle Q} (حجم در یکای زمان برای نمونه: ft³/s یا m³/s) متناسب است با نفوذپذیری، {\displaystyle K}، مساحت مقطع عرضی، {\displaystyle A} و نرخ تغییر فشار آب حفره‌ای با فاصله، {\displaystyle {\frac {u_{b}-u_{a}}{L}}}، و نسبت عکس با لزجت دینامیک مایع، {\displaystyle \mu }. حضور علامت منفی به این دلیل است جریان مایع از فشار بیشتر به سمت فشار کمتر است؛ بنابراین اگر تغییر فشار کوچکتر از صفر یا منفی باشد (در جهت {\displaystyle x})، جریان بزرگتر از صفر یا مثبت خواهد بود (در جهت {\displaystyle x}). معادلهٔ بالا برای یک لوله افقی به خوبی جواب می‌دهد اما اگر لوله، مایل باشد، نقطهٔ b بلندی متفاوت از بلندی نقطهٔ a خواهد داشت و معادله، دیگر درست کار نخواهد کرد. تأثیر اختلاف بلندی دو طرف لوله در جایی که اختلاف فشار آب حفره‌ای زیادی،{\displaystyle u_{e}}، محاسبه می‌شود، در نظر گرفته می‌شود که عبارت است از:
{\displaystyle u_{e}=u-\rho _{w}gz}
در رابطهٔ بالا {\displaystyle z}، عمق بدست آمده نسبت به یک بلندی دلخواه مبدأ است. با جایگزینی {\displaystyle u} با {\displaystyle u_{e}}، رابطهٔ کلی‌تری را برای جریان، بدست خواهیم آورد:
{\displaystyle Q={\frac {-KA}{\mu }}{\frac {(u_{e,b}-u_{e,a})}{L}}}
اگر دو طرف معادله را بر {\displaystyle A} تقسیم کنیم و عبارت تغییر فشار آب حفره‌ای اضافی را به صورت یک عبارت مشتق‌پذیر نسبت به فاصله ({\displaystyle x}) بنویسیم، سرعت ظاهری در جهت {\displaystyle x} خواهد بود:
{\displaystyle v_{x}={\frac {-K}{\mu }}{\frac {du_{e}}{dx}}}
که {\displaystyle v_{x}} یکای سرعت را دارد و سرعت دارسی یا سرعت خروجی نام دارد. سرعت تراوش {\displaystyle v_{sx}=} (سرعت متوسط مولکول‌های مایع از میان حفره‌های خاک) متناسب است با سرعت دارسی و پوکی خاک، {\displaystyle n}
{\displaystyle v_{sx}={\frac {v_{x}}{n}}}
مهندسین عمران معمولاً روی مسائلی کار می‌کنند که سیال در آن‌ها، آب است و مسئله روی زمین اتفاق می‌افتد (شتاب جاذبه زمین)، بنابراین آن‌ها شکل ساده شده قانون دارسی را استفاده می‌کنند که عبارت است از:
{\displaystyle v=ki}
که {\displaystyle k} نفوذپذیری نام دارد و به شکل {\displaystyle k={\frac {K\rho _{w}g}{\mu _{w}}}} تعریف می‌شود. i شیب هیدرولیکی نام دارد و برابر است با نرخ تغییر ارتفاع کل به فاصله. ارتفاع کل، {\displaystyle h} در یک نقطه، برابر است با درازای طولی که آب از لولهٔ پیزومتری در آن نقطه، بالا می‌رود. این ارتفاع نسبت به یک بلندی مبدأ دلخواه اندازه‌گیری می‌شود. ارتفاع کل مربوط می‌شود به اضافه فشار آب:
{\displaystyle u_{e}=\rho _{w}gh+}مقدار ثابت
مقدار ثابت برابر صفر خواهد بود اگر که سطح مبدأ در همان نقطه‌ای در نظر گرفته شود که نقطهٔ ما در آن قرار دارد.

### مقدار ضریب نفوذپذیری
بزرگی ضریب نفوذپذیری،:{\displaystyle k}، بسته به نوع خاک، ذر بازه‌های مختلفی تغییر می‌کند. برای نمونه در رس‌ها ضریب نفوذپذیری به کوچکی {\displaystyle 10^{-12}{\frac {m}{s}}} است؛ ولی در شن‌ها ضریب نفوذپذیری به {\displaystyle 10^{-1}{\frac {m}{s}}} افزایش می‌یابد. لایه‌لایه بودن خاک، ناهمگنی، به‌هم‌ریختگی خاک در میانهٔ عمل نمونه‌برداری از خاک و روند آزمایش بر روی آن، بدست‌آوردن مقدار دقیق ضریب نفوذپذیری را بسیار دشوار می‌کند.

### شبکهٔ جریان
قانون دارسی بر یک، دو یا هر سه بُعد اعمال می‌شود. در دو یا سه بُعد، تراوش در حالت پایدار توسط قانون لاپلاس توضیح داده شده‌است. برنامه‌های رایانه‌ای برای حل این معادله در دسترس است؛ ولی به‌طور سنتی مسائل دو بعدی تراوش با استفاده از یک روند شکلی (با ترسیم) و با رسم شبکهٔ جریان حل می‌شد. یک دسته از خط‌های رسم شده در شبکه جریان، در جهت حرکت آب اند (خط‌های جریان) و دستهٔ دیگر، خط‌هایی هستند که روی آن‌ها ارتفاع کل ثابت است (خطوط هم پتانسیل). شبکهٔ جریان برای نمونه برای برآورد میزان تراوش در زیر سد و پرده‌های آب‌بند استفاده می‌شود.

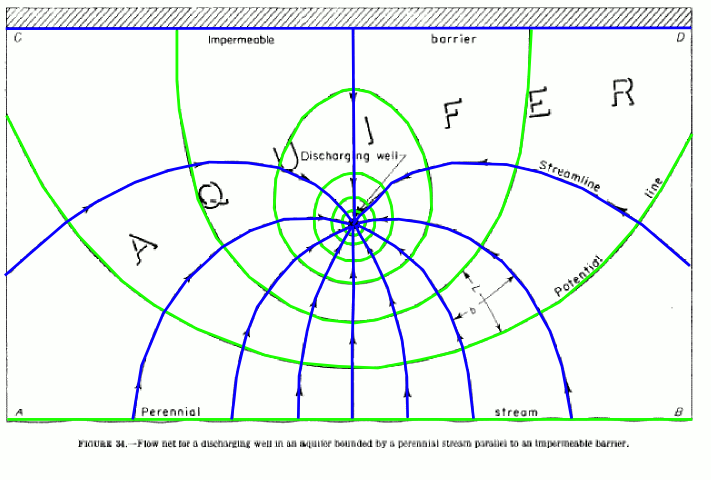
شبکهٔ جریان، برای برآورد جریان آب از یک رودخانه به یک چاه تخلیه

### نیروهای تراوش و فرسایش
وقتی سرعت تراوش زیاد باشد، پدیده فرسایش رخ می‌دهد و این به این دلیل است که دانه‌های خاک در اثر نیروی آب و اصطکاک موجود درمیانشان به یکدیگر ساییده می‌شوند و کم‌کم خاک دچار فرسایش می‌شود. تراوش به صورت عمودی و به سمت بالا، خود عامل ایجاد خطر در پایین دست پرده آب‌بند یا زیر پنجهٔ سد یا یک خاکریز است. فرسایش در اثر تراوش می‌تواند باعث فروریختن سازه یا ایجاد گودال شود. نشت آب خاک را می‌شوید و از آنجا می‌برد، از محل شروع نشت فرسایش شروع می‌شود و به سمت بالا می‌رود.

### فشار تراوش
تراوش فشاری به سمت بالا وارد می‌کند و از تنش مؤثر موجود در خاک کم می‌کند. وقتی فشار آب در نقطه‌ای از خاک برابر است با تنش عمودی کل در آن نقطه، در نتیجه تنش مؤثر صفر است و خاک هیچ مقاومتی در برابر تغییر شکل از خود نشان نداده‌است. برای یک لایه سطحی، وقتی گرادیان هیدرولیکی به سمت بالا برابر با گرادیان بحرانی باشد تنش مؤثر عمودی در لایه صفر می‌شود. در تنش مؤثر صفر، خاک مقاومت بسیار کمی دارد و لایه‌هایی از خاک که نفوذناپذیرند ممکن است در اثر فشار آب از پایین، به سمت بالا هول داده شوند. به این اتفاق جوشش می‌گوییم، جوشش یکی از دلایل معمول شکست یک خاکریز است. شرط تنش مؤثر صفر که منجر به نشت آب (فشار) از پایین به سمت بالا روی لایه‌های خاک می‌شود منجر به روانگرایی، ماسه روان یا جوشش می‌شود. در ماسه روان، دانه‌های ماسه گویی زنده‌اند و مانند آب در جریان، فردی که روی این ماسه ایستاده در آن بلعیده نمی‌شود ولی نیمی از بدنش در آب قرار می‌گیرد و روی آن شناور می‌ماند.

## تحکیم: جریان گذرای آب

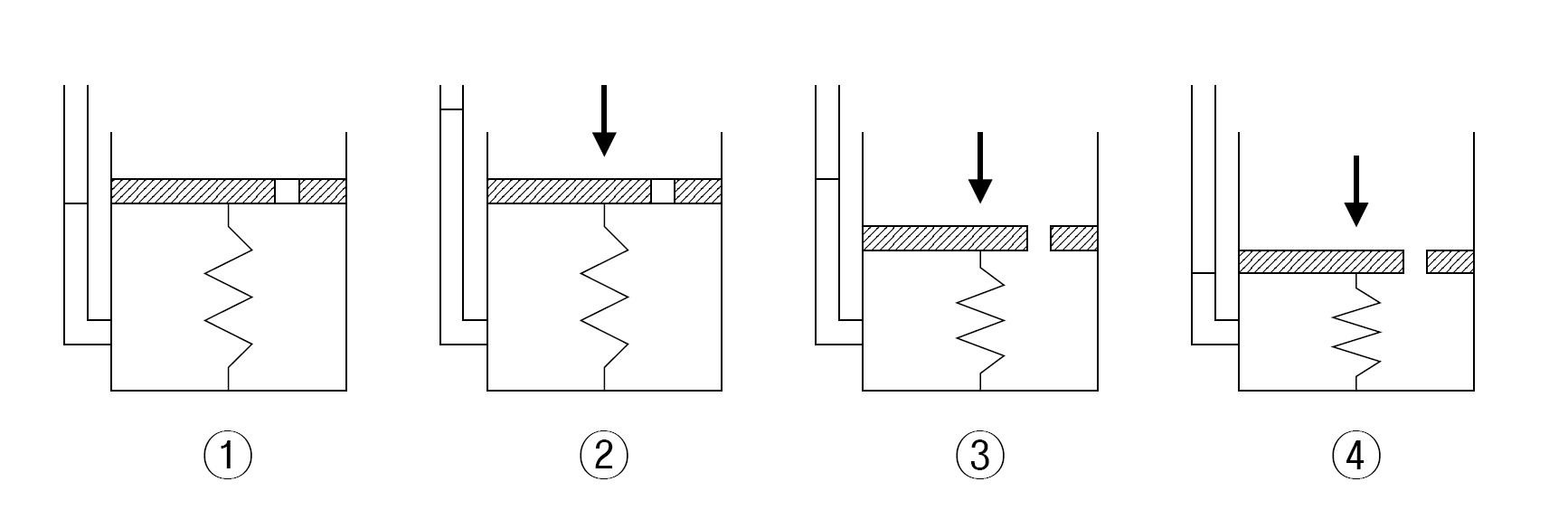
شبیه‌سازی پدیدهٔ تحکیم. پیستون به آب لایهٔ زیرین و یک فنر تکیه کرده‌است، وقتی باری به پیستون اعمل می‌شود، فشار آب افزایش می‌یابد تا با فشار بالایی به تعادل برسد. از آنجایی که آب کم‌کم و به آرامی از سوراخ کوچکی که روی پیستون قرار دارد به بیرون تراوش می‌کند؛ فشار بار کم‌کم از آب به فنر منتقل می‌شود و نیروی فنر آن را تحمل می‌کند.

تحکیم روندی است که در طول آن حجم خاک کاهش می‌یابد. اگر تنشی بر خاک اعمال شود و باعث شود که دانه‌های خاک به یکدیگر نزدیک شوند و در هم جمع شوند، در نتیجه حجم خاک کاهش یابد؛ حال اگر خاک اشباع (از آب) باشد، در اثر فشار و کاهش حجم، آب موجود در خاک از میان دانه‌های آن خارج می‌شود. برای اینکه آب از میان دانه‌های یک لایهٔ ضخیم رسی خارج شود ممکن است سال‌ها زمان نیاز باشد ولی برای لایه‌های ماسه‌ای گاهی تنها چند ثانیه کافی است تا آب موجود در خاک در اثر فشار خارج شود.
ساخت یک ساختمان یا هر نوع سازه‌ای روی خاک، ممکن است باعث تحکیم در لایه‌های زیرین خاک شود که در اثر تحکیم، خاک آن قسمت نشست کند و باعث آسیب در ساختمان یا سازه شود. کارل ترزاقی نظریهٔ تحکیم را که دربارهٔ پیش‌بینی میزان نشست و مدت زمان لازم برای رخ دادن آن است گسترش داده‌است. برای بدست آوردن ضریب تحکیم خاک از آزمایش اوئدومتری استفاده می‌شود.
وقتی از روی یک خاک تحکیم یافته باربرداری می‌شود (تنش روی آن از بین می‌رود) خاک دوباره به حالت اول خود برمی‌گردد و دوباره آب به درون حفره‌های میان دانه‌های آن بازمی‌گردد و مقدار فضای خالی میان دانه‌ها، که در اثر تحکیم ازبین رفته بود دوباره بدست می‌آید. اگر بازهم روی خاک بارگذاری صورت گیرد و تنشی به آن وارد شود هم‌زمان با دورهٔ بارگذاری با توجه به شناسهٔ تحکیم خاک، دوباره تحکیم خواهیم داشت. خاکی که قبلاً در اثر یک بار خیلی بزرگ دچار تحکیم شده و بعد از روی آن باربرداری شده‌است، خاک پیش تحکیم یافته می‌گوییم. بزرگترین تنشی که در گذشته به خاک وارد شده و باعث تحکیمش شده نیز تنش پیش تحکیم یافتگی نام دارد. خاکی که در حال حاضر بیش‌ترین تنش ممکن را دارد تحمل می‌کند و در حال تحکیم است را عادی تحکیم یافته می‌نامیم. ضریب پیش‌تحکیم یافتگی یا (OCR) برابر است با نسبت بزرگترین تنش مؤثری که خاک در گذشته تجربه کرده‌است به تنش مؤثری که هم‌اکنون تحمل می‌کند. دلیل اهمیت این ضریب در دو مطلب است: یکم، چون میزان فشردگی خاک در حالت عادی تحکیم یافته خیلی بیشتر از فشردگی آن در حالت پیش‌تحکیم یافته‌است. دوم، رفتار برشی خاک‌های رسی با توجه به معیارهایی که در مکانیک خاک تعریف شده‌است، وابسته به ضریب پیش تحکیم یافتگی آن‌ها است. خاک‌های پیش‌تحکیم یافته با تنش‌های بزرگ بیشتر تمایل به گشادی و افزایش حجم دارند درحالی که خاک‌های عادی تحکیم یافته بیشتر تمایل به کاهش حجم و انقباض دارند.

## حالت بحرانی در ماسه‌ها
حالت بحرانی (Critical State) : حالتی است که معمولاً در کرنش‌های بالا، خاک در حجم ثابت، با تنش برشی ثابت، دارای تغییر شکل‌های مداوم و پایدار می‌باشد.
حالت پایدار(Steady State) :حالتی است که توده خاک در حجم ثابت، تنش قائم مؤثر، تنش برشی ثابت و سرعت ثابت، به‌طور دائمی تغییر شکل می‌دهد
نقاط تغییر فاز:طبق تعریف به حالتی موقتی گفته می‌شود که رفتار خاک از حالت انقباضی به حالت اتساعی تبدیل می‌شود. این نقطه مستقل از آنست که آیا افت موقتی در تنش رخ می‌دهد یا نه. (Ishihara. , 1998)
نقاط حالت شبه پایدار:
نقاط شبه حالت پایدار به نقاطی گفته می‌شوند که تمامی ویژگی‌های حالت پایدار را دارند، اما شرط تغییر شکل‌های مداوم را ندارند و بعد از ادامهٔ کمی کرنش، تنش‌های انحرافی دچار تغییر می‌شود.

## رفتار برشی: سختی و مقاومت

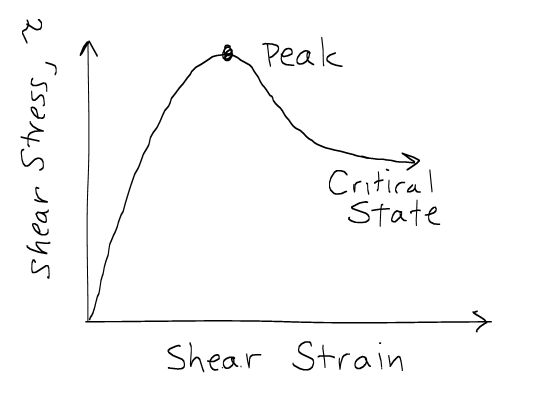
نمای کلی منحنی تنش - کرنش برای یک خاک زه‌کشی شده

مقاومت برشی و سختی خاک تعیین می‌کند که خاک پایدار خواهد بود یا خیر یا اینکه چقدر در اثر فشار بار تغییر شکل خواهد داشت. داشتن اطلاعات از مقاومت خاک لازم است تا بتوانیم تعیین کنیم که آیا یک شیروانی (خاک شیبدار) پایدار خواهد ماند، یا یک ساختمان یا پل چه مقدار نشست خواهد داشت، یا تنش محدودکننده روی یک دیوار حائل چقدر خواهد بود. مهم است که شکست عناصر خاک را متفاوت از شکست کل یک سازه خاکی (مانند: پی ساختمان، شیروانی یا دیوار حائل) بدانیم. برخی عناصر خاک ممکن است قبل از شکست سازه، به اوج مقاومت خود برسند. برای تعیین «مقاومت برشی» و «نقطهٔ تسلیم» خاک از روی منحنی تنش - کرنش، می‌توان از معیارهای مختلف استفاده کرد.

### اصطکاک و قفل و بند میان دانه‌ها

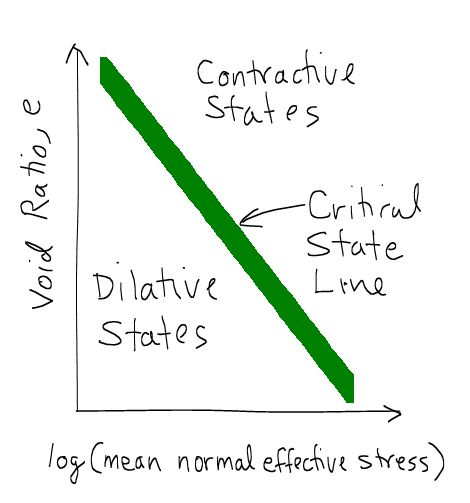
خط حالت بحرانی، حالت‌های انبساطی و انقباضی خاک را از یکدیگر جدا می‌کند.

خاک، آمیخته‌ای از دانه‌ها است که این دانه‌ها، گاهی دارای ویژگی چسبندگی اند (سیمانی شدن) و گاهی اصلاً این ویژگی را ندارند؛ درحالی که سنگی که این دانه‌ها از آن جدا شده‌اند، شامل مجموعه‌ای از دانه‌های مختلف بوده‌است که با پیوندهای شیمیایی به یکدیگر چسبیده بودند. مقاومت برشی خاک در درجهٔ اول، از اصطکاک داخلی میان دانه‌ها ناشی می‌شود، بنابراین مقاومت برشی در یک صفحه تقریباً متناسب است با تنش مؤثر عمود بر سطح آن صفحه. خاک از قفل و بند (اتصال داخلی) میان دانه‌ها، مقاومت برشی زیادی بدست می‌آورد. اگر دانه‌ها به صورت خیلی متراکمی به یکدیگر متصل شده باشند در اثر تغییر شکل برشی تمایل به دور شدن از یکدیگر دارند

### معیارهای شکست
خاک بعد از رسیدن به حالت بحرانی، دیگر نمی‌تواند افزایش یا کاهش حجم داشته باشد. تنش برشی در صفحهٔ شکست {\displaystyle \tau _{crit}} را با استفاده از تنش عمودی مؤثر در صفحهٔ شکست {\displaystyle \sigma _{n}'} و زاویهٔ اصطکاک حالت بحرانی {\displaystyle \phi _{crit}'\ } تعیین می‌کنیم:
{\displaystyle \tau _{crit}=\sigma _{n}'\tan \phi _{crit}'\ }
مقاومت نهایی خاک می‌تواند بزرگتر از این باشد، با این حال به دلیل قفل و بست میان دانه‌ها، این مطلب به شکل زیر بیان می‌شود:
{\displaystyle \tau _{peak}=\sigma _{n}'\tan \phi _{peak}'\ }
که {\displaystyle \phi _{peak}'>\phi _{crit}'} با این حال در طراحی، برای استفاده از زاویهٔ اصطکاک بزرگتر از زاویهٔ حالت بحرانی، باید مراقب بود. در یک مسئلهٔ عملی مانند پی یک سازه یا دیوار حائل یا یک شیروانی این گونه نیست که مقاومت نهایی خاک در تمام نقاط آن بسیج شود، زاویهٔ اصطکاک حالت بحرانی مانند مقاومت حداکثر خاک متغیر نیست و بهتر است با تکیه بر مقادیر آن مسئله را حل کرد.
بدون در نظر گرفتن اهمیت افزایش حجم خاک، کولمب پیشنهاد کرد که مقاومت برشی خاک را می‌توان بوسیلهٔ ترکیبی از چسبندگی و اصطکاک داخلی خاک، توضیح داد:
{\displaystyle \tau _{f}=c'+\sigma _{f}'\tan \phi '\,}
امروزه به خوبی می‌دانیم که {\displaystyle \phi '} و {\displaystyle c'}، که در معادلهٔ آخر از آن‌ها استفاده شد، از ویژگی‌های بنیادی خاک نیستند. به ویژه مقادیر {\displaystyle \phi '} و {\displaystyle c'} وابسته به بزرگی تنش مؤثر و زه‌کشی شده بودن یا نبودن خاک است. مطابق اسکوفیلد (۲۰۰۶)، استفاده طولانی مدت از {\displaystyle c'} در مسئله‌ها باعث شده که بسیاری مهندسین را به اشتباه بیندازد که {\displaystyle c'} ویژگی بنیادی خاک است. این فرض که {\displaystyle \phi '} و {\displaystyle c'} همواره ثابت اند، ممکن است منجر به برآوردی بیشتر از مقاومت نهایی شود.

### سازه، ساختار و شیمی
علاوه بر اصطکاک داخلی و اتصال میان دانه‌های خاک (چسبندگی)، به عنوان عوامل مؤثر در مقاومت آن، سازه و ساختار خاک نیز در رفتار آن نقش مهمی بازی می‌کنند. سازه و ساختار، شامل عواملی است نظیر: فاصله‌های میان دانه‌ها جامد و نظم آن‌ها و توزیع آب در فضای میان آن‌ها یا در مواردی نیز مواد سیمانی در فاصلهٔ میان دانه‌ها تجمع پیدا می‌کنند. رفتار مکانیکی خاک از چگالی دانه‌های جامد، سازهٔ آن‌ها، آرایششان و میزان سیال موجود در فضای میان آن‌ها و توزیعش (مانند آب یا هوا) تأثیر می‌گیرد. البته، عوامل دیگری مانند بار الکتریکی دانه‌ها، ویژگی‌های شیمیایی آب حفره‌ای و پیوندهای شیمیایی میان دانه‌ها (سیمانی شدن دانه‌های مرتبط با یکدیگر در اثر عواملی نظیر بلوری شدن دوبارهٔ کربنات کلسیم) نیز وجود دارد.

### برش زه‌کشی شده و زه‌کشی نشده
حضور یک سیال تقریباً تراکم‌پذیر مانند آب در فضای حفره‌ای درون خاک بر افزایش و کاهش حجم فضاهای حفره‌ای خاک تأثیر می‌گذارد.
اگر این فضاهای حفره‌ای از آب اشباع باشد، برای افزایش حجم خاک باید آب به درون حفره‌های درون آن مکیده شود تا این حفره‌ها را پر کنند. به همین ترتیب اگر خاک بخواهد کاهش حجم داشته باشد، ناچار باید آب از داخل حفره‌هایش خارج شود تا حجم کل خاک کاهش یابد. افزایش حجم حفره‌های هوا در خاک باعث ایجاد فشار منفی در آب می‌شود و باعث مکیده شدن آب به درون حفره‌ها می‌گردد و در مقابل اگر حجم حفره‌ها کاهش یابد، فشار آب حفره‌ای مثبت ایجاد می‌شود و آب به بیرون از حفره‌ها هول داده می‌شود.
اگر نرخ برش وارده به خاک خیلی بیشتر از سرعت مکیده شدن آب به درون یا بیرون رفتن آن از فضاهای حفره‌ای خاک باشد؛ به این نوع برش، برش زه‌کشی نشده می‌گوییم. اما اگر برش وارده به خاک به اندازه کافی به آرامی وارد شود تا آب فرصت کافی داشته باشد تا از حفره‌های خاک خارج شود و فشار وارده به آب ناچیز باشد؛ به آن برش زه‌کشی شده می‌گوییم. با توجه به رابطه تنش مؤثر، تغییر در فشار آب حفره‌ای u، مستقیم بر مقدار تنش مؤثر اثر می‌گذارد:
{\displaystyle \sigma '=\sigma -u\,}

### آزمایش‌های برش
مقاومت خاک را می‌توان در آزمایشگاه با استفاده از آزمایش برش مستقیم، آزمایش سه محوری، آزمایش برش ساده، آزمایش رها کردن مخروط و آزمایش برش پره بدست آورد. البته امروزه ابزارها و روش‌های گوناگون دیگری برای این منظور مورد استفاده قرار می‌گیرد. آزمایش‌هایی که برای بدست آوردن مقاومت و سختی خاک در محل مورد استفاده قرار می‌گیرند (آزمایش‌های درجا) عبارتند از آزمایش نفوذ مخروط و آزمایش نفوذ استاندارد.

### سایر عوامل
از دیگر عوامل مؤثر بر رابطهٔ تنش - کرنش خاک و در نتیجه مقاومت برشی آن، می‌توان به موارد زیر اشاره کرد:
1. ترکیبات خاک (مواد پایه‌ای خاک) کانی‌شناسی، اندازهٔ دانه‌ها، توزیع اندازهٔ دانه‌ها، هندسهٔ دانه‌ها، نوع و محتوی سیال حفره‌ای موجود در خاک و یون‌های موجود در سیال حفره‌ای.
2. حالت (اولیه): بوسیلهٔ نسبت خلاء اولیه، تنش مؤثر عمودی و تنش برشی (پیشینهٔ برش) تعریف می‌شود. حالت خاک را می‌توان با عبارت‌هایی مانند: شُل، متراکم، پیش‌تحکیم یافته، عادی تحکیم یافته، سخت، نرم، انبساطی، انقباضی و ... تعریف کرد.
3. سازه: مفهوم سازه برمی‌گردد به آرایش دانه‌ها در تودهٔ خاک، روشی که بوسیلهٔ آن دانه‌ها در یکدیگر متراکم یا توزیع شده‌اند. مفاهیمی مانند لایه‌های خاک، اتصالات درونی، صیقلی بودن سطح سنگ، ویژگی‌های سیمانی شدن (چسبندگی) و ... را می‌توان به این مفهوم مرتبط کرد. سازهٔ یک خاک را می‌توان با استفاده از عباراتی مانند دست نخورده، به هم خورده، متراکم، دارای چسبندگی، لایه لایه، دانه‌ای، دارای ویژگی ورقه ورقه شدن، همگن، ناهمگن و ... توصیف کرد.
4. شرایط بارگذاری: مسیر تنش مؤثر در حالت‌های زه‌کشی شده، زه‌کشی نشده، نوع بارگذاری از نظر بزرگی بار، نرخ بارگذاری (ایستایی یا دینامیک بودن بار) و پیشینهٔ بارگذاری (دوره‌ای، یکنواخت)

## کاربردها

### فشار جانبی خاک
مفهوم فشار جانبی خاک، برای برآورد میزان فشار جانبی وارده (عمود بر فشار جاذبه زمین) از سوی خاک بر سازه‌است. این تنش معمولاً بر دیوارهای حائل وارد می‌شود. ضریب فشار جانبی خاک K برابر است با نسبت فشار جانبی (افقی) به فشار عمودی، برای خاک‌های چسبنده (K=σh/σv). سه نوع ضریب فشار جانبی وجود دارد: فشار در حالت ساکن، فشار محرک و فشار مقاوم. فشار در حالت سکون زمانی است که هنوز هیج آشفتگی در خاک ایجاد نشده‌است. فشار محرک زمانی اتفاق می‌افتد که دیوار در اثر فشار جانبی وارده از خاک دور می‌شود و در اثر کاهش تنش جانبی می‌تواند باعث گسیختگی برشی شود. فشار حالت مقاوم زمانی است که دیوار به خاک فشار وارد می‌کند و به سمت آن هول داده می‌شود و اگر میزان این تنش وارده خیلی زیاد شود ممکن است باعث گسیختگی در تودهٔ خاک شود. امروزه روش‌های تجربی و تحلیلی زیادی برای محاسبهٔ فشار جانبی وجود دارد.

### ظرفیت باربری
ظرفیت باربری خاک مقدار تنش تماسی میانگین بین خاک و شالوده است که به گسیختگی برشی خاک منجر شود. تنش باربری مجاز مقدار ظرفیت باربری است که به وسیله ضریب اطمینان تقسیم‌بندی شده‌است. بعضی مواقع در محل‌هایی با خاک نرم، خاک زیر شالوده بارگذاری شده می‌تواند نشست‌های زیاد بدون رخ دادن گسیختگی برشی حقیقی داشته باشد. در بعضی موارد، تنش باربری مجاز با توجه به حداکثر نشست مجاز محاسبه می‌شود.

### پایداری شیروانی

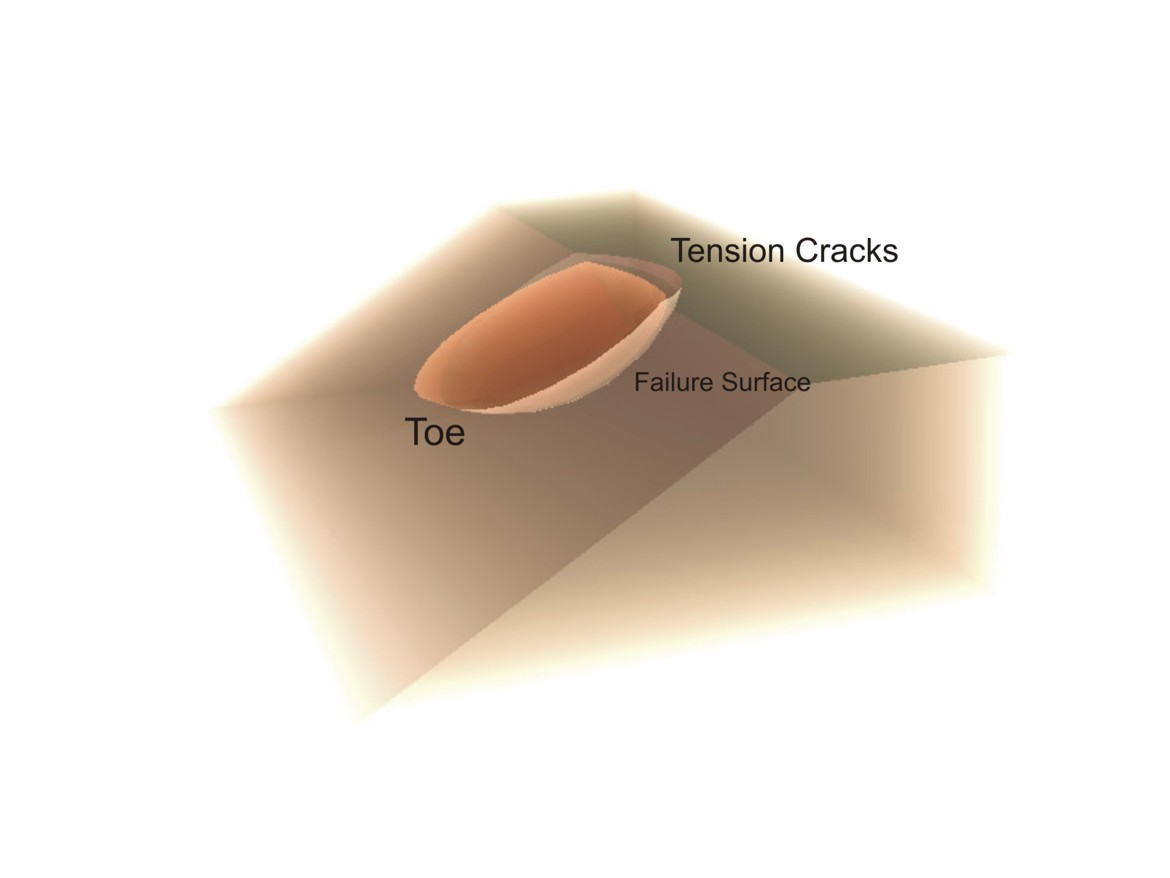
نمایی از یک شیروانی ساده (سطح شیب‌دار خاکی)

مبحث پایداری شیروانی، شامل بررسی پایداری ایستایی و دینامیکی یک سطح شیب‌دار خاکی یا سنگی یک سد، سطح شیب‌دارهای از جنس موادی غیر از خاک، دیواره‌های کناری حفره‌های کنده شده در زمین و سطح شیب دارهای طبیعی خاک یا سنگ است.
همانگونه که در شکل نشان داده شده‌است، یک ناحیه شکست کروی در زیر شیروانی خاکی تشکیل می‌شود. احتمال رخ دادن چنین پدیده‌ای می‌تواند با استفاده از یک تحلیل کروی دوبعدی ساده محاسبه شود. یک سختی اولیه در این تحلیل یافتن محتمل‌ترین صفحات لغزش برای هر نوع موقعیت داده شده‌است.

## یادداشت
1. ↑  Applied mechanics
2. 1 2 3 4 5  Mitchell, J.K. , and Soga, K. (2005) Fundamentals of soil behavior, Third edition, John Wiley and Sons, Inc. , .
3. 1 2 3 4 5  Santamarina, J.C. , Klein, K.A. , & Fam, M.A. (2001). Soils and Waves: Particulate Materials Behavior, Characterization and Process Monitoring. Wiley. ISBN 978-0-471-49058-6.{{cite book}}:  نگهداری یادکرد:نام‌های متعدد:فهرست نویسندگان (link).
4. 1 2 3 4 5 6 7 8 9  Powrie, W. , Spon Press, 2004, Soil Mechanics - 2nd ed ISBN 0-415-31156-X
5. 1 2 3 4  A Guide to Soil Mechanics, Bolton, Malcolm,Macmillan Press, 1979.
6. ↑  Fang, Y., Spon Press, 2006, Introductory Geotechnical Engineering[پیوند مرده]
7. 1 2 3  Lambe, T. William & Robert V. Whitman. Soil Mechanics. Wiley, 1991; p. 29. ISBN 978-0-471-51192-2
8. ↑  Rock blasting
9. ↑  Unified Soil Classification System
10. ↑  specific surface area
11. 1 2 3  Holtz, R.D, and Kovacs, W.D. , 1981. An Introduction to Geotechnical Engineering. Prentice-Hall, Inc. page 448
12. ↑  Disturbed soil properties and geotechnical design, Schofield, Andrew N. ,Thomas Telford, 2006. ISBN 0-7277-2982-9
13. ↑  Cedergren, Harry R. (1977), Seepage, Drainage, and Flow Nets, Wiley. ISBN 0-471-14179-8
14. ↑  Jones, J. A. A. (1976). "Soil piping and stream channel initiation". Water Resources Research. 7 (3): 602–610. doi:10.1029/WR007i003p00602.